# Vezio (Perledo)
Vezio (Vesc in dialetto lecchese locale) è una frazione del comune di Perledo che conta qualche decina di abitanti.
Il territorio della frazione è prossimo al centro abitato di Perledo e la località Campallo da cui è separato dal torrente Esino.

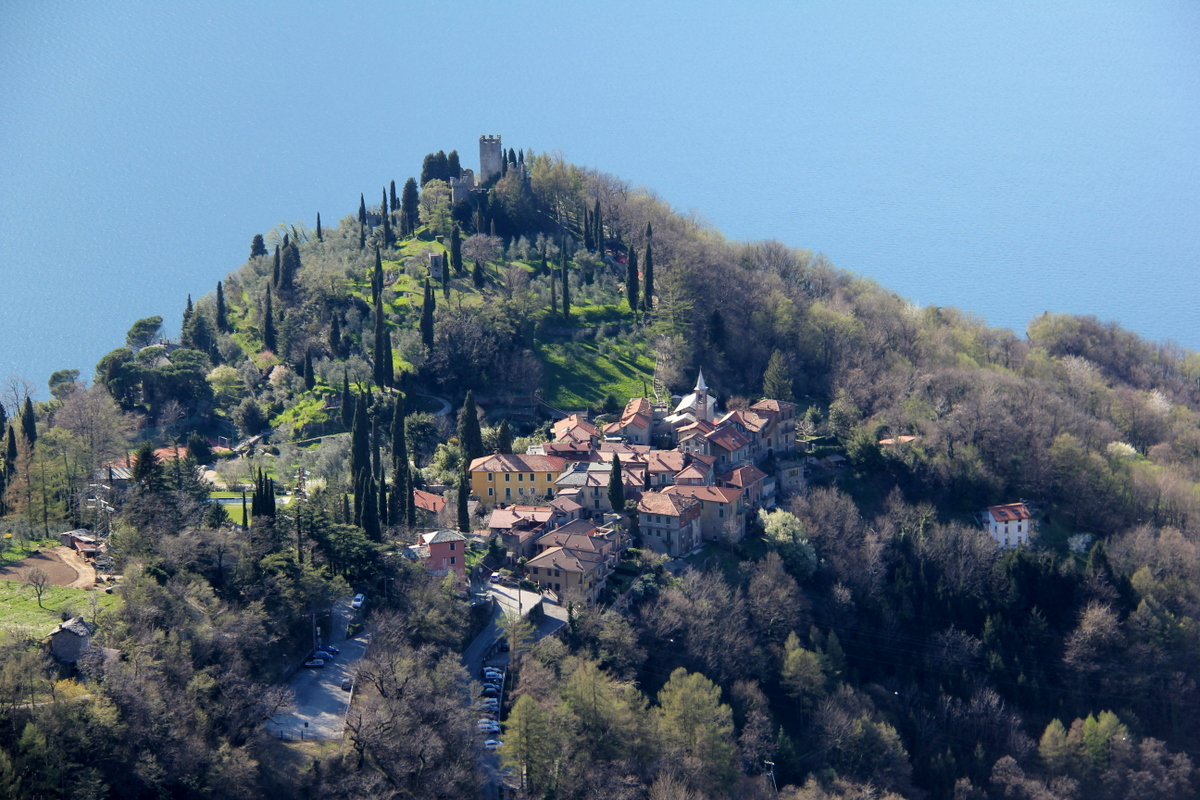
Abitato di Vezio da Belvedere di Bologna (Perledo)

La frazione di Vezio dista 1 chilometro dall'abitato del comune di Perledo.